# Fernando Hasaj
Fernando Hasaj  (Montevideo, 9 de octubre de 1957-5 de marzo de 2010) fue un violinista y director de orquesta uruguayo.  Inició sus estudios musicales en su país natal, perfeccionándose luego con Salvatore Accardo en la Academia Chigiana (Italia) y en Buenos Aires con Ljerko Spiller.
Su labor profesional lo llevó a ser concertino de la Orquesta Sinfónica del SODRE (Uruguay), y de la Orquesta Filarmónica de Buenos Aires (Argentina), actuando también con agrupaciones de Brasil, Chile y Colombia.
Fue miembro fundador del Cuarteto de Cuerdas Buenos Aires y actuó en agrupaciones de cámara junto a músicos como Martha Argerich, Luis Batlle Ibañez, Gerardo Gandini, Bruno Gelber, Héctor Tosar, entre otros.
Como solista de su instrumento, fue dirigido por Piero Gamba, Jean Pierre Jacquillat, Enrique Jordá, Simón Blech, Pedro Ignacio Calderón, Jean Claude Casadesus, Heribert Esser, Isaac Karabtchevsky, Stefan Lano, David Machado, entre los más notorios.
En 1993 fue convocado a ser concertino y director musical de la Camerata Bariloche, trabajo al que dedicó los siguientes diecisiete años. 
Con la Camerata Bariloche, realizó varias giras por Europa, Estados Unidos y América del Sur, y grabado para el sello Dorian de EE. UU. Sin dejar de lado el repertorio habitual de la agrupación, lo amplió con obras románticas y contemporáneas.
Bajo su dirección, actuaron como solistas junto a la Camerata intérpretes de relieve como: Martha Argerich, Shlomo Mintz, Jean Pierre Rampal, Eduardo Fernández, Ivry Gitlis, Mstislav Rostropovich, Jean Ives Thibaudet, Rubén González, Cho Liang Lin, Vadim Repin, Frederica von Stade,  entre otros.
En septiembre de 2007, en Bariloche, la Camerata celebró su cuadragésimo cumpleaños. Aunque ya notoriamente afectado por la enfermedad que provocaría su deceso,  dirigió y fue solista en dos conciertos, lo que dio a esos recitales profundo contenido emocional. 
Después de estas presentaciones, se mantuvo alejado de los escenarios por más de un año, volviendo en marzo de 2009, en un concierto que la Camerata ofreció en el Auditorio de Radio Nacional (Buenos Aires), al que siguieron muy esporádicas apariciones públicas.
Falleció en Montevideo en marzo del 2010 a la temprana edad de 52 años.

## Festivales internacionales
Festival Internacional de Gramado (Brasil)
Festival Internacional de Música do Pará (Belém, Brasil edición XVI). 
Festival de Invierno de Campos do Jordao (Brasil ediciones XX y XXXV) 
Semanas Musicales de Frutillar (Chile)
Primavera Musical de Bariloche (Argentina) 
Maestrías Musicales de Villa Gesell (Argentina)
Festival Martha Argerich (Argentina)
Festival de Otoño de Madrid (España)
Festival de Música Contemporánea de Louisville, Kentucky (Estados Unidos)
Festival Internacional de Blonay-Saint Légier (Suiza)

## Premios
Premio Fabini (1993, Uruguay)
Premio Konex a instrumentistas de cuerda (1999, Argentina).

## Discografía (parcial)
Tres Composiciones Instrumentales: Etkin / Gandini / Iturriberry (1978, Tacuabé)
René Marino Rivero – Bacterias 1 (1979, Sondor)
René Marino Rivero – Volumen 4 (1983, Sondor)
Astor Piazzolla: Tango Sensations (1994, M&A)
¡Tango!: Piazzolla, Bragato, Arizaga (1994, Dorian)
Impresiones. Compositores argentinos (1995, Dorian)
Highlands: Traditional Gaelic Love Songs Of The Sea (1997, Dorian)
Nostalgia: De Falla, Schoenberg, Stravinsky, Takemitsu (2005, Testigo)